# Vargas (efternamn)
Vargas är ett spanskt och portugisiskt efternamn.

## Personer

### Politik
- Diego de Vargas (1643–1704), spanskättad guvernör över nuvarande Arizona och New Mexico
- Getúlio Vargas (1882–1954), brasiliansk politiker
- José María Vargas (1786–1854), president i Venezuela
- Juan Vargas (född 1961), amerikansk politiker, demokrat, kongressrepresentant för Kalifornien

### Sport
- Eduardo Vargas (född 1989), chilensk fotbollsspelare
- Gonzalo Pérez de Vargas (född 1991), spansk handbollsmålvakt
- Jorge Vargas (född 1976), chilensk fotbollsspelare
- Joseph Vargas (född 1955), amerikansk vattenpolospelare
- Juan Manuel Vargas (född 1983), peruansk fotbollsspelare
- Laura Vargas Koch (född 1990), tysk judoutövare
- Lázaro Vargas (född 1964), kubansk basebollspelare
- Luis Vargas Peña (1905–1994), paraguayansk fotbollsspelare
- Martin Vargas (född 1955), chilensk boxare

### Kultur
- Alberto Vargas (1896–1982), peruansk-amerikansk pinupkonstnär
- Chavela Vargas (1919–2012), mexikansk rancherasångare
- Enrique Vargas (född 1940), colombiansk teaterregissör
- Luis Vargas Tejada (1802–1829), colombiansk skald
- Luis de Vargas (1502–1568), spansk målare
- Mario Vargas Llosa (1936–2025), peruansk-spansk författare, journalist och politiker

### Övrigt
- Alfonse Vargas de Bedemar (1816–1902), dansk-rysk skogsvetare
- Elizabeth Vargas (född 1962), amerikansk TV-journalist
- Fred Vargas, pseudonym för Frédérique Audouin-Rouzeau (född 1957), fransk historiker, arkeolog och författare